# Rasim Delić
Rasim Delić va ser un oficial de l'Exèrcit Popular Iugoslau (JNA), que durant la Guerra de Bòsnia fou nomenat Cap de l'Estat Major de l'Exèrcit de la República de Bòsnia i Hercegovina (ARBiH). Acusat de crims de guerra pel Tribunal Penal Internacional per a l'antiga Iugoslàvia, l'any 2008 va ser condemant a tres anys de presó per "no haver adoptat les mesures necessàries i raonables per prevenir i castigar els delictes" comesos pel destacament El Mujahed a Livade i el Camp de Kamenica. Aquest destacament de l'ARBiH que agrupava voluntaris islamistes procedents de fora de Bòsnia, va ser creat per Delić l'any 1993 i fou conegut per la brutalitat de les seves accions.